# Моларна запремина
Молска запремина је запремина коју заузима један мол супстанције. Јединица молске запремине у СИ систему је m³ /mol. Молска запремина се рачуна у одређеним условима, обично при нормалним условима.
{\displaystyle V_{m}={\frac {M}{\rho }}}
где је:
- - молска запремина (V - запремина n број молова у супстанци)
- - атомска маса (јединица kg/mol, у пракси се користи g/mol)
- ρ - густина (јединица ).

Маса мола у СИ систему изражава се као kg/mol, али се у пракси користе доста приступачније јединице g/mol (нпр. за Водоник H2 2 g/mol = 0,002 kg/mol, за воду 18 g/mol = 0,018 kg/mol)
Молска запремина чврстих и течних тела зависи од температуре скоро до критичне тачке. За течности и чврста тела молске запремине се често дају у подјединицама 3/mol или 3/mol (нпр за воду 18 cm³ /mol = 0,018 dm³ /mol = 0,000018 m³ /mol).
Код гасова молска запремина се мења са порастом температуре:
{\displaystyle pV_{m}=RT}
одакле:
{\displaystyle V_{m}={\frac {RT}{p}}}
где је:
- - притисак
- - универзална гасна константа
- - температура